# Turbóca
Turbóca település Romániában, Szilágy megyében.

## Fekvése
Zsibótól keletre, a Szamos túlsó partján, Szilágyróna délkeleti szomszédjában fekvő település.

## Története
Turbóca nevét 1387-ben említi először oklevél Turbicza néven.
A települést 1390-ben Turbucza, 1401-ben Turbolcha, 1564-ben Turbotza néven jegyezték fel.
1387-ben oláh falunak írták. Ekkor még az aranyosi várhoz tartozott, de 1390-ben már Kővárhoz, 1564-ben pedig a hadadi várhoz tartozó településként említik a források.
1423-ban, Zsigmond király idején a Kusalyi Jakcsok birtokában volt, 1584-ben pedig Wesselényi Ferenc kapta meg Hadad várának tartozékaival együtt.
1847-ben 629 lakosa volt, valamennyi görögkatolikus.
1910-ben 547 lakosa volt, melyből 4 magyar, 543 román volt. Ebből 541 görögkeleti. 
A 20. század elején Szilágy vármegye Zsibói járásához tartozott.

## Nevezetességek
- Görögkatolikus fatemploma 1816-ban épült. Anyakönyvet 1858-tól vezetnek.